# Yunnanilus brevis
Yunnanilus brevis är en fiskart som först beskrevs av Boulenger, 1893.  Yunnanilus brevis ingår i släktet Yunnanilus och familjen grönlingsfiskar. IUCN kategoriserar arten globalt som sårbar. Inga underarter finns listade i Catalogue of Life.